# 後関昌彦
後関 昌彦（ごせき まさひこ、1963年8月5日 - ）は、千葉県鎌ケ谷市出身の元プロ野球選手（外野手、一塁手）。左投左打。

## 来歴
習志野高では2年生の時、控え選手ではあるが1980年夏の甲子園に出場。2回戦で東北高の中条善伸に完封を喫する。
1981年オフに、ドラフト外でヤクルトスワローズに投手として入団し、入団後に野手に転向。
1983年にはイースタン・リーグのベストナイン（一塁手）に選出される。一軍では左の代打要員としての出場が主であったが、1988年には17試合に一塁手、左翼手として先発出場。しかし同年オフ、谷宏明との交換で近鉄に移籍。
1989年には指名打者、一塁手として14試合に先発するが、その後は出場機会が減少。1990年11月に他球団へ移籍するためのセレクション会議にかけられるも、進展なく12月に自由契約。その後、オファーのない後関に対し近鉄が10％減の年俸900万円で再契約している。1992年限りで現役を引退。
引退後は近鉄のスカウトを経て、現在は東北楽天ゴールデンイーグルスのスカウトを務める。アマ・スカウトグループマネージャーを経て、2019年シーズンからスカウト部長兼任。担当した選手は、永井怜、美馬学、松井裕樹、オコエ瑠偉、藤平尚真、高梨雄平など。
また、船橋リトルリーグナショナルコーチとして活動中。

## エピソード
俳優の仲村トオルは同じ東葛地方の中学（後関：鎌ヶ谷二中、仲村：流山東部中）に通学しており（後関より2学年下）、「中学生時代に練習試合で対戦し、校舎の屋根を軽く越えるホームランを打たれた。」とラジオ番組（ニッポン放送「仲村トオルの待たせてゴメン」）で語っていた。
仲村によると、「中学生のなかに、一回りガタイの大きな選手がいて、それが（番組放送当時在籍していた）ヤクルトの後関選手だった」「（全力で投げたボールを軽く打ち返され）自分はプロ野球選手にはなれないと思った。プロになるのはこういうヤツなんだろうと思った」と語っている。

## 詳細情報

### 年度別打撃成績
| 年 度    | 球 団    | 試 合 | 打 席 | 打 数 | 得 点 | 安 打 | 二 塁 打 | 三 塁 打 | 本 塁 打 | 塁 打 | 打 点 | 盗 塁 | 盗 塁 死 | 犠 打 | 犠 飛 | 四 球 | 敬 遠 | 死 球 | 三 振 | 併 殺 打 | 打 率 | 出 塁 率 | 長 打 率 | O P S |
| -------- | -------- | ----- | ----- | ----- | ----- | ----- | -------- | -------- | -------- | ----- | ----- | ----- | -------- | ----- | ----- | ----- | ----- | ----- | ----- | -------- | ----- | -------- | -------- | ----- |
| 1984     | ヤクルト | 7     | 6     | 6     | 0     | 0     | 0        | 0        | 0        | 0     | 0     | 0     | 0        | 0     | 0     | 0     | 0     | 0     | 4     | 0        | .000  | .000     | .000     | .000  |
| 1985     | ヤクルト | 9     | 9     | 9     | 0     | 3     | 0        | 0        | 0        | 3     | 0     | 0     | 0        | 0     | 0     | 0     | 0     | 0     | 3     | 0        | .333  | .333     | .333     | .667  |
| 1987     | ヤクルト | 24    | 24    | 24    | 2     | 4     | 1        | 0        | 1        | 8     | 2     | 0     | 0        | 0     | 0     | 0     | 0     | 0     | 5     | 3        | .167  | .167     | .333     | .500  |
| 1988     | ヤクルト | 56    | 101   | 94    | 11    | 22    | 2        | 0        | 4        | 36    | 7     | 1     | 0        | 2     | 0     | 5     | 0     | 0     | 18    | 1        | .234  | .273     | .383     | .656  |
| 1989     | 近鉄     | 42    | 78    | 71    | 1     | 15    | 3        | 0        | 1        | 21    | 5     | 0     | 0        | 3     | 0     | 4     | 0     | 0     | 15    | 2        | .211  | .253     | .296     | .549  |
| 1990     | 近鉄     | 14    | 18    | 14    | 2     | 1     | 0        | 0        | 0        | 1     | 0     | 0     | 0        | 1     | 0     | 3     | 0     | 0     | 3     | 2        | .071  | .235     | .071     | .307  |
| 1991     | 近鉄     | 5     | 4     | 4     | 0     | 1     | 0        | 0        | 0        | 1     | 0     | 0     | 0        | 0     | 0     | 0     | 0     | 0     | 1     | 0        | .250  | .250     | .250     | .500  |
| 1992     | 近鉄     | 7     | 10    | 10    | 0     | 1     | 0        | 0        | 0        | 1     | 0     | 0     | 0        | 0     | 0     | 0     | 0     | 0     | 3     | 0        | .100  | .100     | .100     | .200  |
| 通算:8年 | 通算:8年 | 164   | 250   | 232   | 16    | 47    | 6        | 0        | 6        | 71    | 14    | 1     | 0        | 6     | 0     | 12    | 0     | 0     | 52    | 8        | .203  | .242     | .306     | .548  |

### 記録
- 初出場：1984年7月29日、対横浜大洋ホエールズ15回戦（明治神宮野球場）、5回裏に井本隆の代打で出場
- 初先発出場：1984年8月16日、対広島東洋カープ20回戦（広島市民球場）、8番・左翼手で先発出場
- 初安打：1985年5月23日、対読売ジャイアンツ9回戦（明治神宮野球場）、9回裏に鳥原公二の代打で出場、江川卓から左前打
- 初打点：1987年6月2日、読売ジャイアンツ7回戦（明治神宮野球場）、7回裏に中本茂樹の代打で出場、鹿取義隆から適時二塁打
- 初本塁打：1987年6月3日、読売ジャイアンツ8回戦（明治神宮野球場）、7回裏に高野光の代打で出場、槙原寛己からソロ

### 背番号
- 60 （1982年 - 1987年）
- 37 （1988年）
- 36 （1989年 - 1992年）